# ピース (ミュージシャン)
ピース（PEACE）は、福岡県福岡市在住の山下恭信・山下恭長の兄弟によるアコースティックデュオ。2005年11月結成。2007年7月4日に、ヤマハ音楽振興会所属、ヤマハミュージックコミュニケーションズレーベルにてメジャーデビュー。なお、2007年8月1日、ヤマハグループ内に新たにアーティストマネージメント会社である(株)ヤマハミュージックアーティストが設立されたことに伴い、ヤマハ音楽振興会所属のアーティストは新会社に移籍した。2009年6月28日をもって解散。

## メンバー
- 山下恭信（やました やすのぶ）

1988年7月26日生まれ。A型。
担当：ボーカル・コーラス・ギター
- 山下恭長（やました やすなが）

1992年10月29日生まれ。A型。
担当：ボーカル・コーラス ・ギター・ハープ

## 概要
照和などでのライブ経験のある父親に連れられ、幼少時から多くのライブを見に行き、多数の生の音楽に触れる。
2004年11月、兄の恭信が廃品回収に捨ててあった古いギターを拾ってきたことから音楽活動が始まる。前述の父の厳しい指導を受けつつギターを習得し、2005年4月から天神の路上で恭信のソロライブが始まり、9月には照和でライブを行うようになる。
11月には弟の恭長とともにアコースティックデュオ「ピース」を結成。2006年4月に「RKBアコースティックスクエア」にて最優秀賞を受賞。8月10日にはヤマハの「TEENS' MUSIC FESTIVAL 2006」ヨシダ楽器イオン香椎浜店大会に出場しティーンズ大賞受賞。10月29日には同大会の九州大会に出場し、ここでもティーンズ大賞を受賞。11月26日の同大会の全国大会にも出場し、準グランプリを受賞する。
その後、天神の西鉄福岡（天神）駅コンコース、大丸福岡天神店パサージュ広場、キャナルシティ博多などでライブ活動を続けるとともに、博多どんたくのイベントや在福岡ローカルテレビ・ラジオにも出演。出身校の博多小学校や博多中学校でも演奏する。ライブではオリジナル曲のほかに70年代のフォークを演奏し、特に吉田拓郎・かぐや姫・NSPの楽曲をカバーする。
2007年7月4日にシングル『シネマドリーム』でメジャーデビューを果たす。同日にはFBSのめんたいワイドにてキャナルシティから生中継で出演した。
デュオ名は、小学生当時の弟恭長の顔が不二家のポコちゃんに似ていたことからイメージして名付けられた。

## ディスコグラフィ

### インディーズCD
1. 『ピース自主制作CD』（2006年1月5日）　自主制作（5曲入り）
2. 『2006 博多！青春熱唱ストリート！』（2006年8月23日）　自主制作（5曲入り4枚組）
3. 『銀河の流星』（2007年5月3日-5月6日）　キャナルシティ博多ライブ会場での限定発売
  - 1.銀河の流星/2.キャッチlive ver.

### シングル
1. 『シネマドリーム』（2007年7月4日発売）
  1. シネマドリーム（作詞：平義隆）
  2. あせ（NSPのカバー）
  3. キャッチ
  4. シネマドリーム(instrumental ver.)
  5. シネマドリーム(acoustic ver.)
2. 『鳴りやまぬあのメロディー』（2007年10月31日発売）
  1. 鳴りやまぬあのメロディー（作詞：平義隆）
  2. 赤ちょうちん（かぐや姫のカバー）
  3. あともう少し
  4. 鳴りやまぬあのメロディー(instrumental ver.)
  5. 鳴りやまぬあのメロディー(acoustic ver.)
3. 『サクラ舞い』（2008年1月23日)
  1. サクラ舞い （作詞：平義隆）/作曲：大角太郎/編曲：瀬尾一三）
    - テレビ神奈川「weather info.」2008年2月度テーマ
    - テレビ東京系「スポパラ／メデューサの瞳」エンディングテーマ

  2. 博多追い山青春ならし
    - 第一交通産業 “夢をのせて! キャンペーン”福岡エリアCMキャンペーンソング

  3. サクラ舞い(instrumental ver.)
  4. サクラ舞い(スタジオライブ ver.)

### アルバム
1. 『僕はこうして生まれて来たんだから』（2008年2月20日）
2. 『銀河の流星～あの夏の記憶～』（2009年2月4日）